# Hrvatska nogometna reprezentacija do 17 godina
Hrvatska nogometna reprezentacija za igrače do 17 godina starosti (U-17) natječe se od 1993. godine. Pod organizacijom je Hrvatskog nogometnog saveza.
Reprezentacija je do svibnja 2013. godine odigrala ukupno 227 službenih utakmica, ostvarivši 126 pobjeda, 48 neriješenih rezultata i 53 poraza, uz gol-razliku 418:227.

## Uspjesi
Najveći uspjeh ostvarila je na Svjetskome prvenstvu 2001. u Trinidadu i Tobagu, u kojemu je igrala skupinu.
Najveći uspjeh na Europskome prvenstvu ostvarila je 2005. u Italiji dosegnuvši polufinale.

## Rekordi
| - - Najviše nastupa: - Milan Badelj (28) - Kruno Ivančić (27) - Davor Špehar (27) - Josip Bašić (23) - Franjo Prce (23) - Josip Brekalo (23) - Fran Brodić (22) - Ivan Šunjić (21) - Petar Mamić (21) - Marko Livaja (20) - Dominik Picak (20) - Jozo Šimunović (20) - Tomislav Kristić (20) - Ante Roguljić (20) - Domagoj Pavičić (20) |  | - - Najbolji strijelci: - Nikola Kalinić (15) - Tomislav Bušić (11) - Ante Roguljić (11) - Dino Špehar (8) - Damir Vidović (7) - Marko Dinjar (7) - Domagoj Abramović (7) - Tomislav Šorša (7) - Josip Bašić (7) - Marko Livaja (7) |

## Vanjske poveznice
- Službene stranice HNS-a